# Antonio Bonfini
Antonio Bonfini (Patrignone 1427 - Budapest 1505) va ser un humanista italià que residí a Hongria. La seva obra més coneguda és Rerum Ungaricarum decades.
També és citat com Bonfinius, de Bonfinis, Antonius Bonfinius Ascolanensis, Antonium de Asculo i Antonio Bonfine va recuperar l'encàrrec de l'historiador de la Cort del rei d'Hongria i Bohèmia Maties Corví. Va ser un precursor del moviment del ressorgiment literari hongarès.
Tommaso Bozio va dir d'ell que era un dels historiadors catòlics més grans.

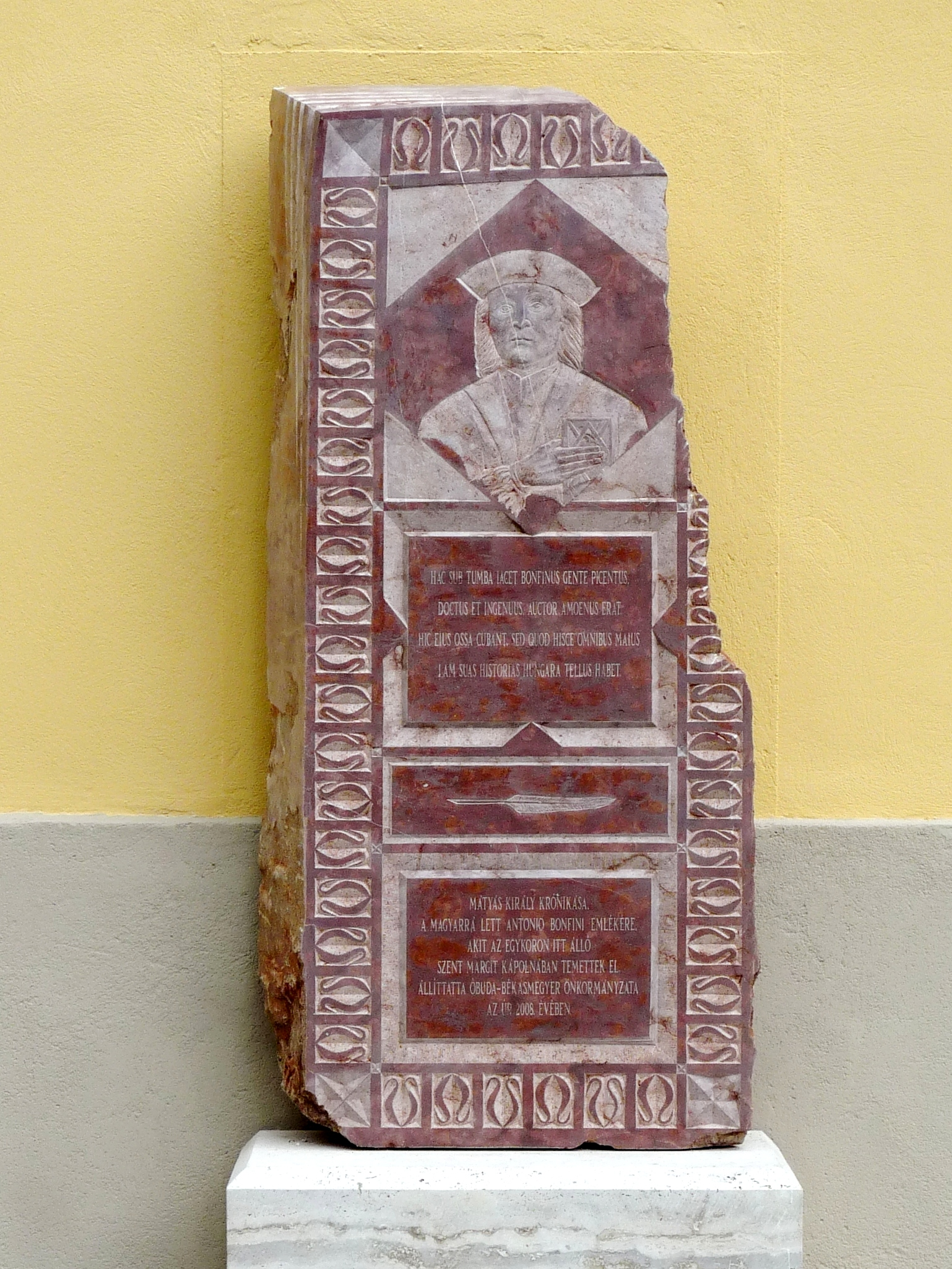
Escultura commemorativa de Bonfini a Budapest.

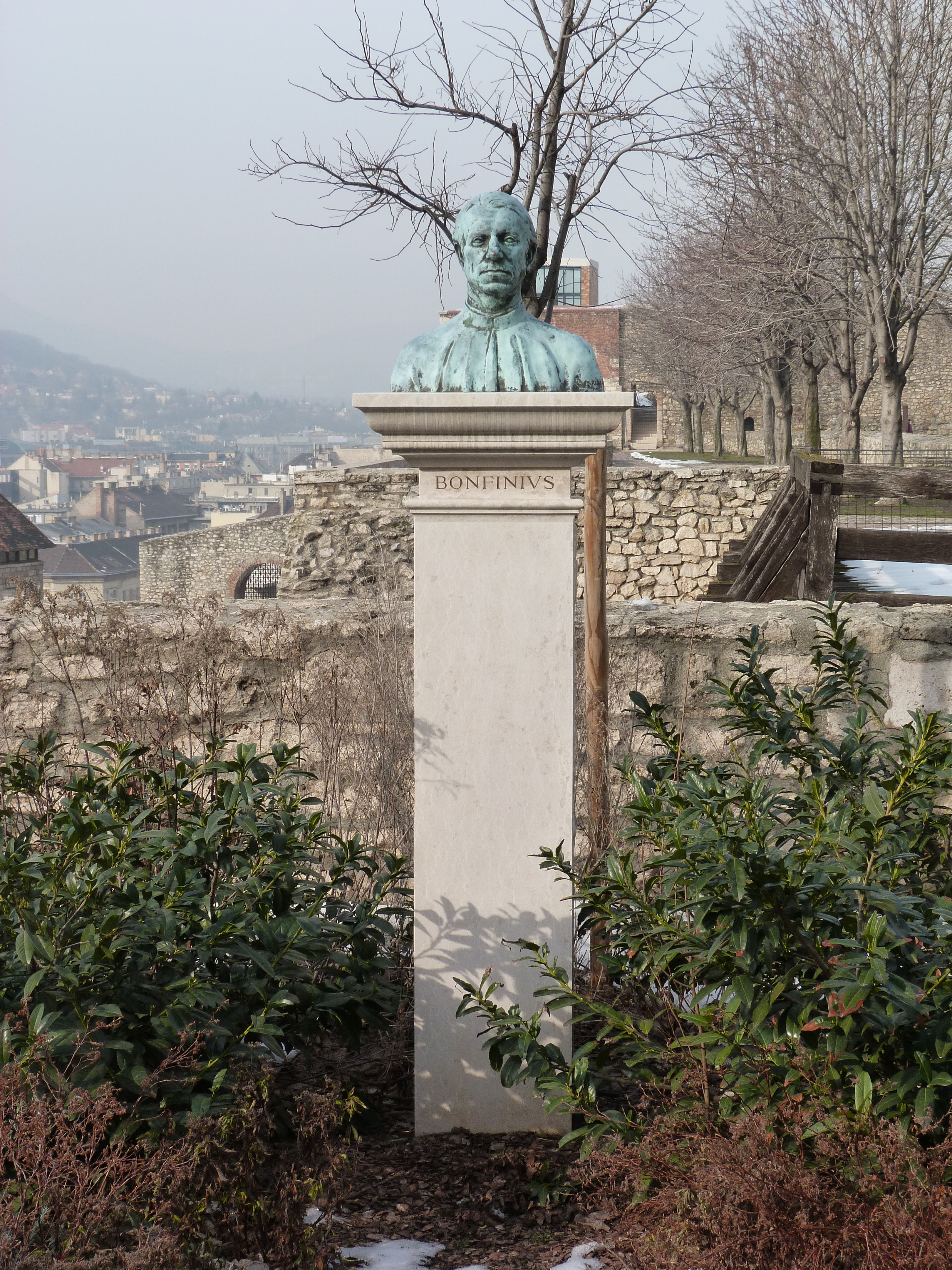
Bust d'Antonio Bonfini a Budapest

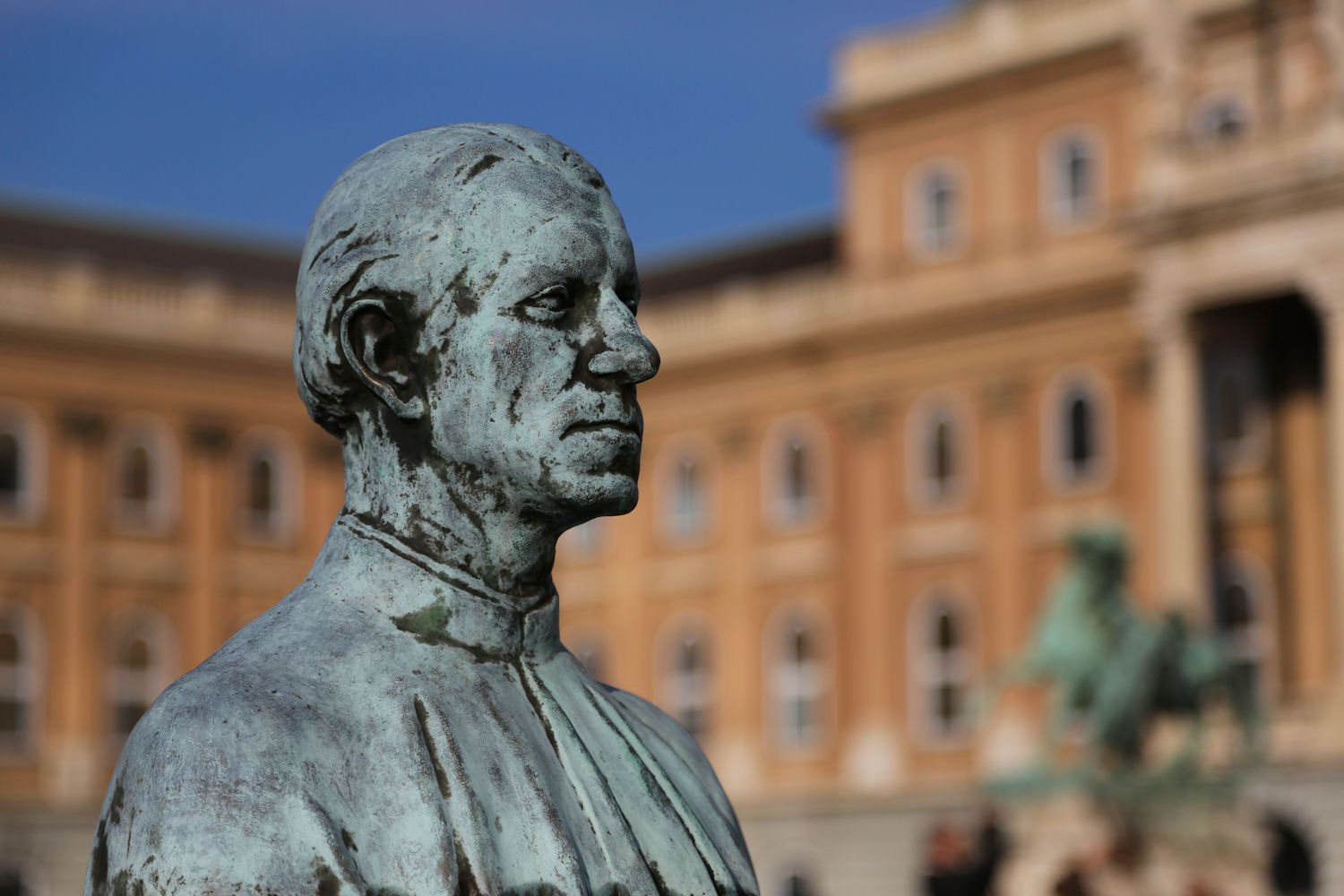
Bust d' Antonio Bonfini a Budapest

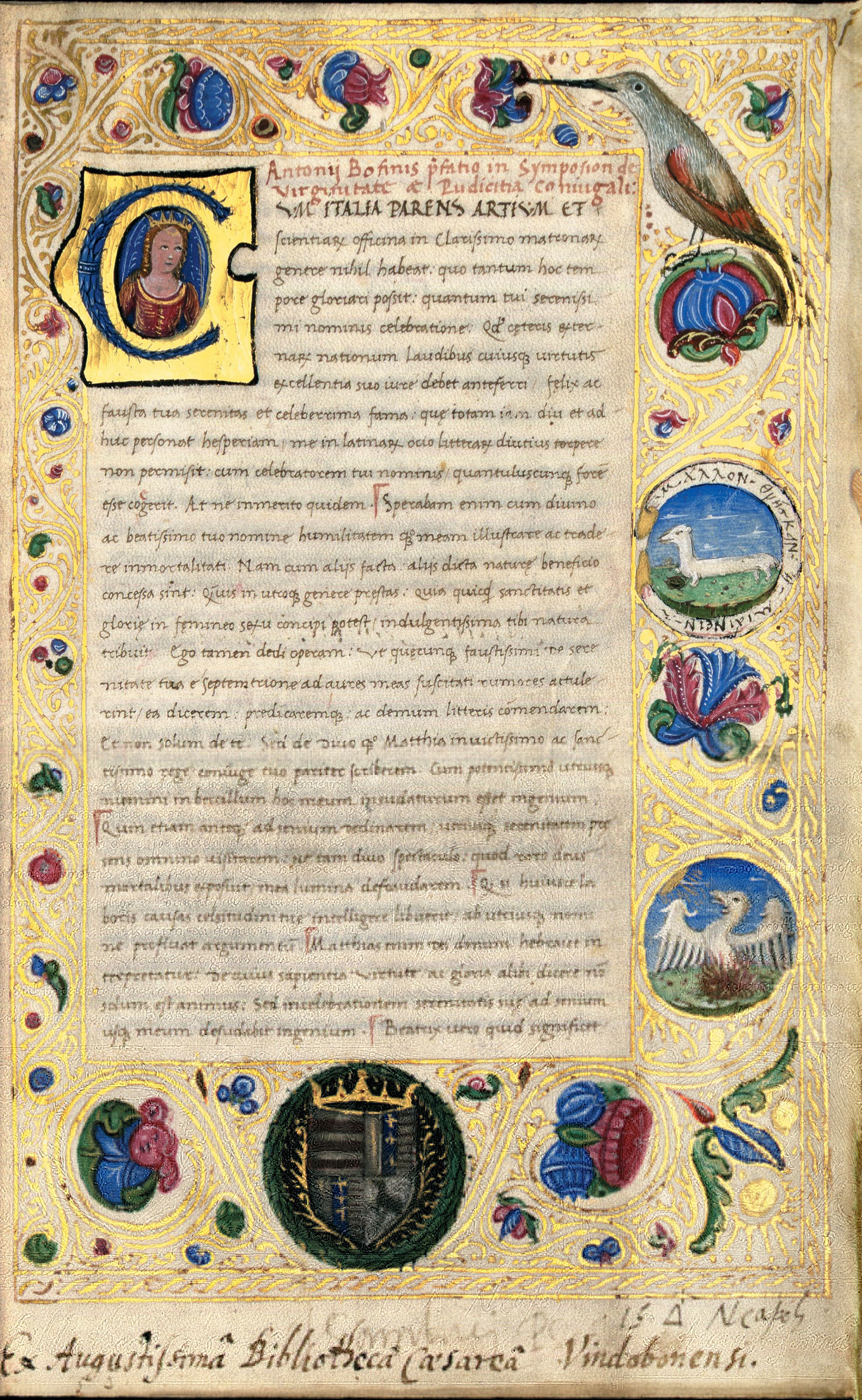
Pàgina del Symposion sive de virginitate et pudicitia coniugali.

## Obres
- Rerum Ungaricarum decades, redactat en llatí, descriu els orígens del poble hongarès.
- Symposion sive de virginitate et pudicitia coniugali, (De virginitati et pudicitia coniugali) obra dedicada a la reina Beatriu
- Trattato di Architettura d'Antonio Averulino, dit Filarete
- Historiae d'Erodià.
- Historia Asculana. Sobre la ciutat d'Ascula Dedicat a Beatriu d'Aragó.